# Enontekiö
Enontekiö [ˈɛnɔntɛkiœ] (nordsamisch Eanodat, schwedisch Enontekis) ist eine Gemeinde im finnischen Teil Lapplands. Sie ist knapp 8400 Quadratkilometer groß und hat nur 1811 Einwohner (Stand 31. Dezember 2022). Diese dünn besiedelte Gemeinde liegt im äußersten Nordwesten des Landes zwischen Schweden und Norwegen. Im Norden Enontekiös liegt die höchste Erhebung Finnlands, am 1324 Meter hohen Haltitunturi, wo das Gemeindegebiet Anteil am Skandinavischen Gebirge hat. Verwaltungssitz der Gemeinde ist der Ort Hetta. Etwa ein Fünftel der Bevölkerung Enontekiös gehört dem Volk der Samen an. Haupterwerbszweige sind der Tourismus und die Rentierzucht.

## Geografie

### Lage und Ausdehnung
Die Ausbuchtung zwischen schwedischer und norwegischer Grenze, die vom Gemeindegebiet Enontekiös eingenommen wird, nennt man „Arm“ (finnisch Käsivarsi), weil die Grenzen Finnlands vor dem Zweiten Weltkrieg auf der Landkarte die Form einer Frauengestalt, der „Jungfrau Finnland“ hatten und das Gebiet als deren erhobener rechter Arm erschien. Das weite und nur sehr dünn besiedelte Gemeindegebiet ist mit 8.392 Quadratkilometern mehr als dreimal so groß wie Luxemburg. Enontekiö ist nach Inari und Sodankylä flächenmäßig die drittgrößte Gemeinde Finnlands. Mit nur 0,22 Einwohnern pro Quadratkilometer ist sie nach Savukoski die am zweitdünnsten besiedelte finnische Gemeinde.
Nachbargemeinden von Enontekiö sind Inari im Osten, Kittilä im Südosten und Muonio im Süden, sowie im Westen auf schwedischer Seite die Gemeinde Kiruna und im Norden auf norwegischer Seite Storfjord, Kåfjord, Nordreisa und Kautokeino. Die gemeinsame Grenze Enontekiös mit den beiden Nachbarstaaten ist insgesamt mehr als 450 km lang. Die Grenze mit Schweden bilden dabei der Fluss Muonionjoki und dessen Zufluss Könkämäeno.

### Dörfer

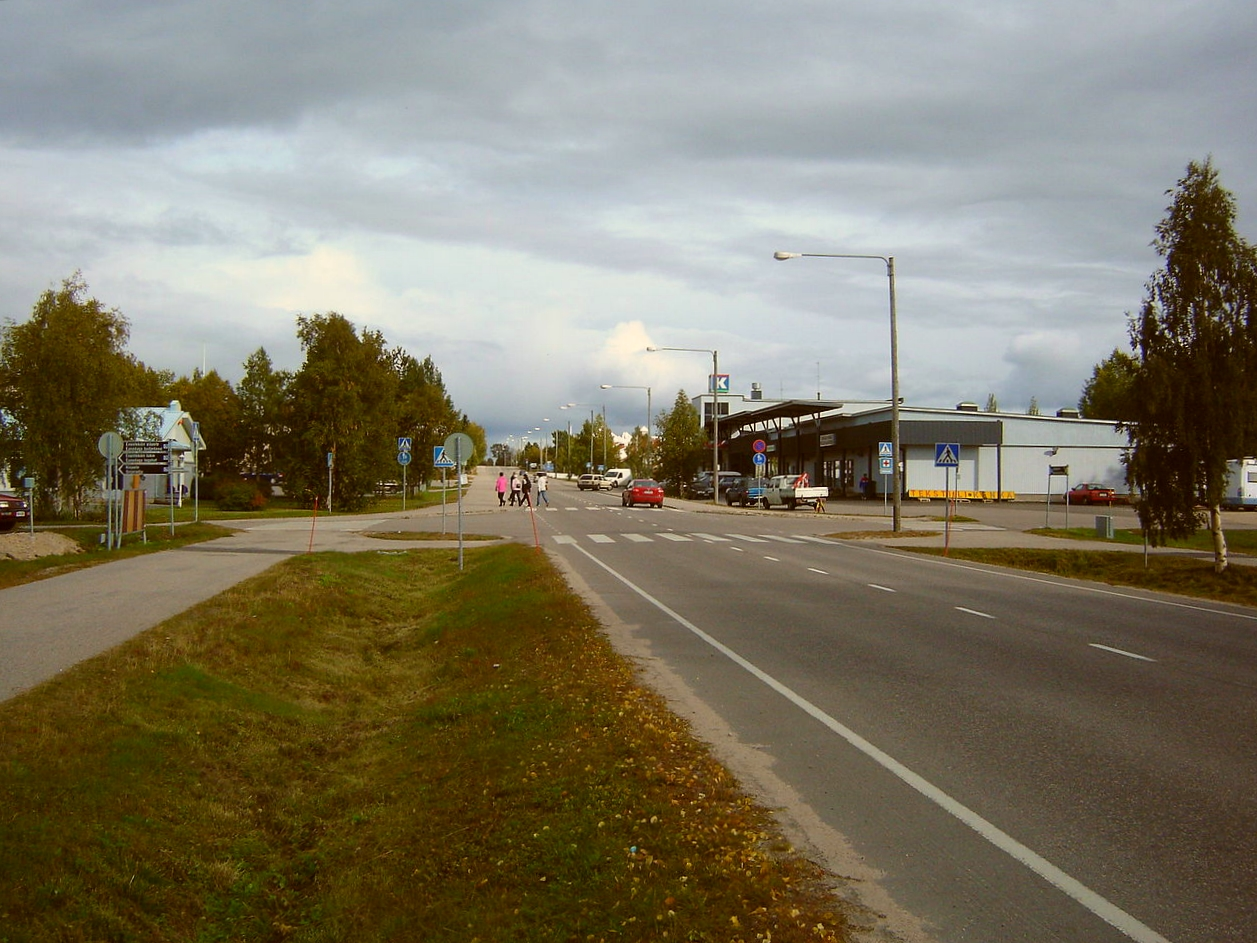
Hetta ist der Hauptort Enontekiös

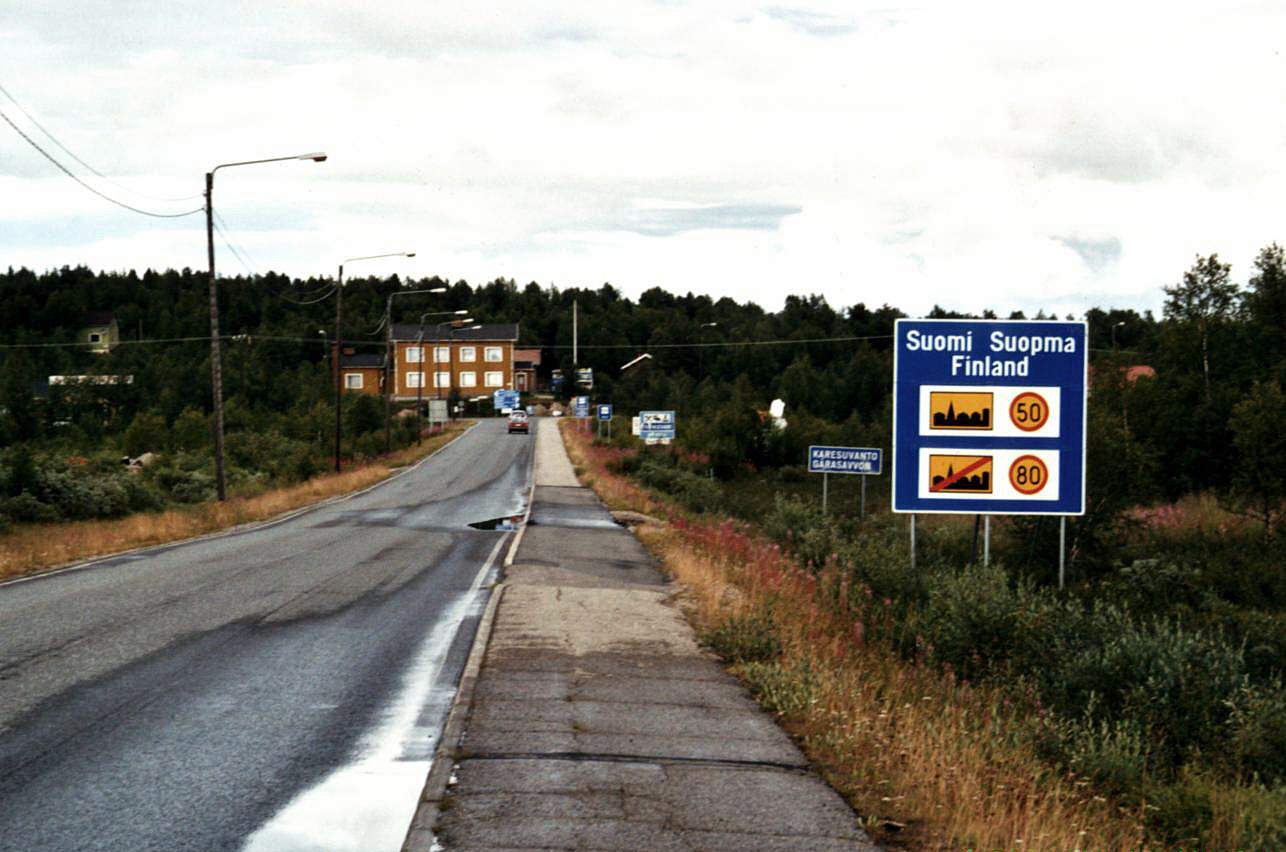
Schwedisch-finnische Grenze in Kaaresuvanto

Der Hauptort Hetta liegt im Süden der Gemeinde und hat rund 530 Einwohner. Eine Ortschaft mit dem Namen Enontekiö gibt es nicht, allerdings wird Hetta oft auch mit dem Namen der Gemeinde bezeichnet. Andere wichtige Orte sind das Dorf Kilpisjärvi nahe dem Dreiländereck Finnland-Schweden-Norwegen sowie Kaaresuvanto und Palojoensuu, die sich beide an der Grenze zu Schweden am Muonionjoki befinden. Die Dörfer Enontekiös konzentrieren sich auf den Südteil und die Ufer der Flüsse Könkämäeno und Muonionjoki im Westen der Gemeinde. Oft befindet sich am gegenüberliegenden schwedischen Ufer ebenfalls ein Dorf, das meist denselben Namen (beziehungsweise dessen schwedische Namensform) trägt, zum Beispiel Kaaresuvanto / Karesuando. Abseits der Flussläufe ist das Käsivarsi-Gebiet dagegen fast völlig unbewohnt.
Zu Enontekiö gehören folgende Dörfer (samische Namensformen, sofern vorhanden, in Klammern):
| - Hetta (Heahttá) - Jatuni - Kaaresuvanto (Gárasavvon) - Kelottijärvi - Ketomella - Kilpisjärvi (Gilbbesjávri) - Kultima (Gulddán) - Kuttanen (Cuhttás) - Leppäjärvi (Leaibejávri) - Luspa - Markkina - Maunu - Muotkajärvi | - Näkkälä (Neahčil) - Nartteli - Nunnanen (Njunnás) - Palojärvi (Bálojávri) - Palojoensuu (Bálojotnjälbmi) - Peltovuoma (Bealdovuopmi) - Ropinsalmi - Saivomuotka - Sonkamuotka - Vähäniva - Vuontisjärvi (Vuottesjávri) - Ylikyrö |

### Topografie

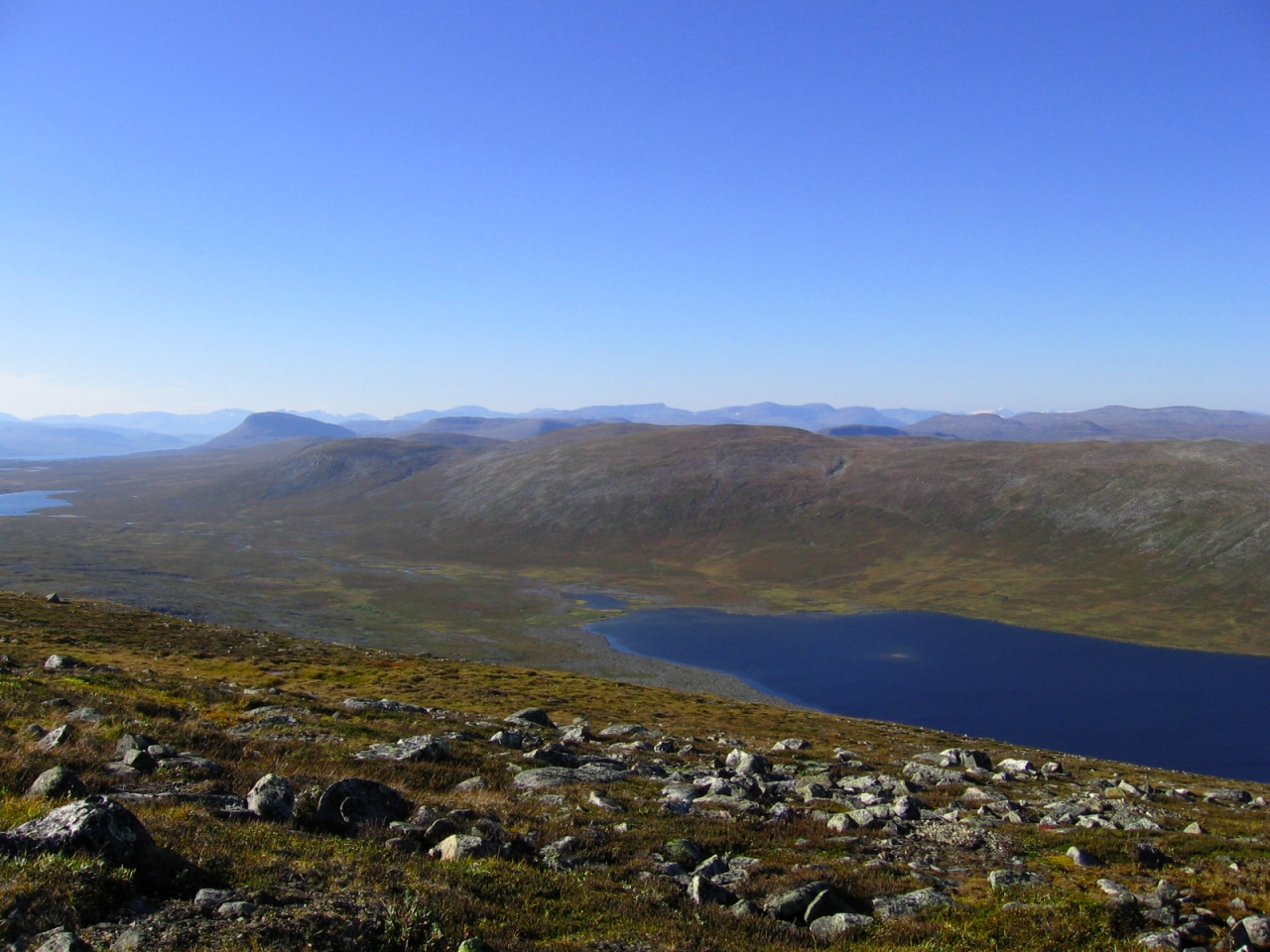
Blick vom Termisvaara auf die Ausläufer des Skandinavischen Gebirges.

In seinem Nordzipfel hat Enontekiö als einzige Gemeinde Finnlands Anteil am Skandinavischen Gebirge. Dadurch und durch die Lage im hohen Norden Finnlands unterscheidet sich Enontekiö geologisch wie landschaftlich stark vom Rest des Landes. Am Haltitunturi, mit einer Höhe von 1324 Metern, liegt die höchste Erhebung Finnlands. Ebenso liegen alle 21 anderen Eintausender des Landes in Enontekiö. Der neben dem Haltitunturi wohl bekannteste und landschaftlich markanteste Berg ist der 1029 Meter hohe Saana, der sich über das Dorf Kilpisjärvi erhebt. Der Südteil der Gemeinde ist weniger gebirgig, doch erheben sich auch hier vereinzelt Fjells (tunturi, Anhöhen, die die Baumgrenze überragen) aus der ansonsten eher flachen Umgebung. Unter anderem ragt ein Teil des Pallastunturi-Ounastunturi-Massivs in das Gemeindegebiet Enontekiös hinein.

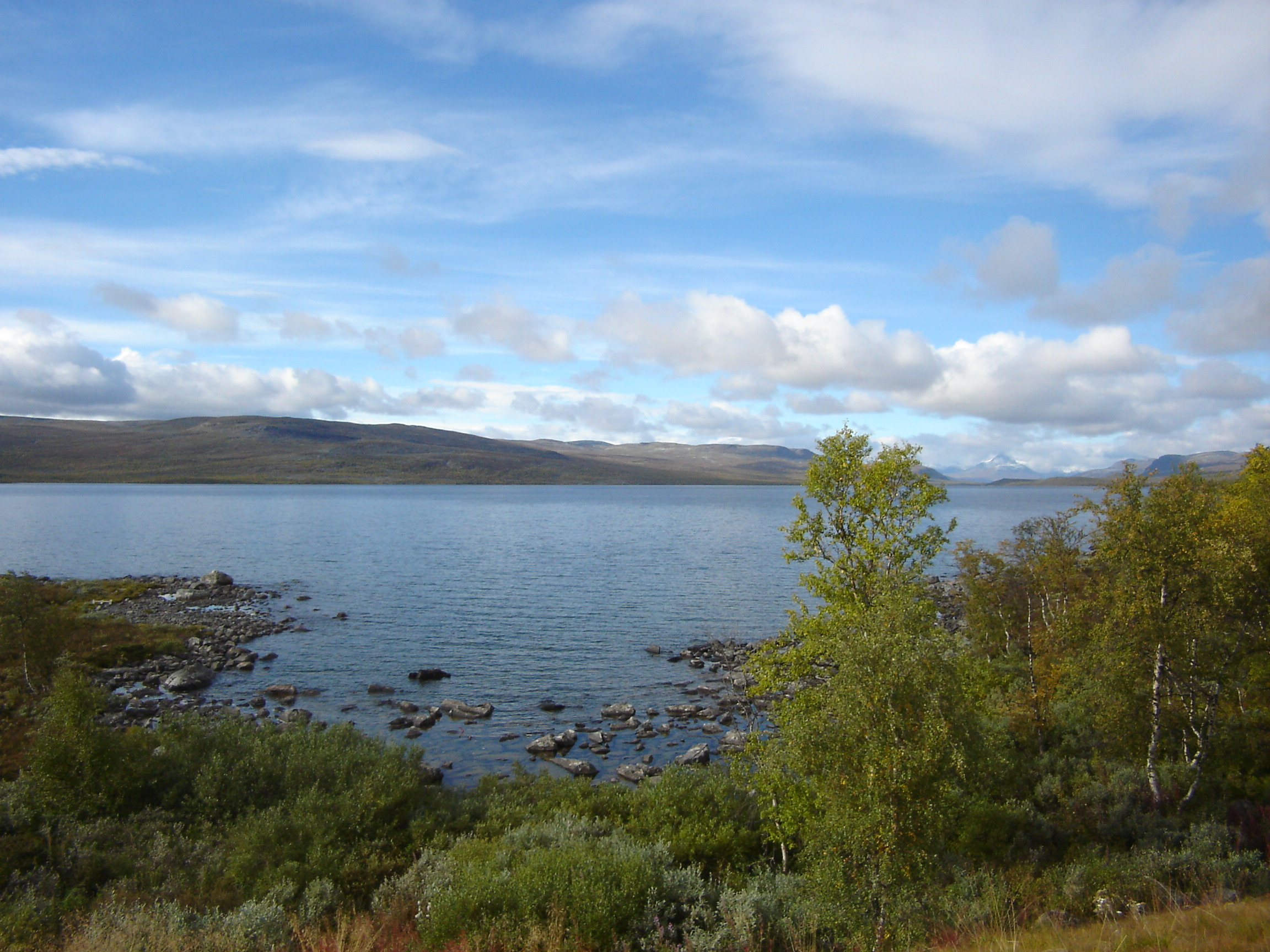
Der Kilpisjärvi

Etwas über fünf Prozent der Gemeindefläche besteht aus Gewässern. Mehrere große Flüsse haben ihren Ursprung in Enontekiö: Der Muonionjoki, Ounasjoki, Ivalojoki und einer der Quellflüsse des Tenojoki nehmen ihren Ursprung in der Gemeinde. Dem verdankt Enontekiö auch seinen Namen: Eno ist ein altes finnisches Wort für „Strom“ und tekiö leitet sich vom Verb tehdä „machen“ ab. Die 825 Seen im Gemeindegebiet sind allesamt eher klein. Die größten Seen sind der Pöyrisjärvi, der Kilpisjärvi beim gleichnamigen Dorf und der Ounasjärvi bei Hetta.

### Flora und Fauna

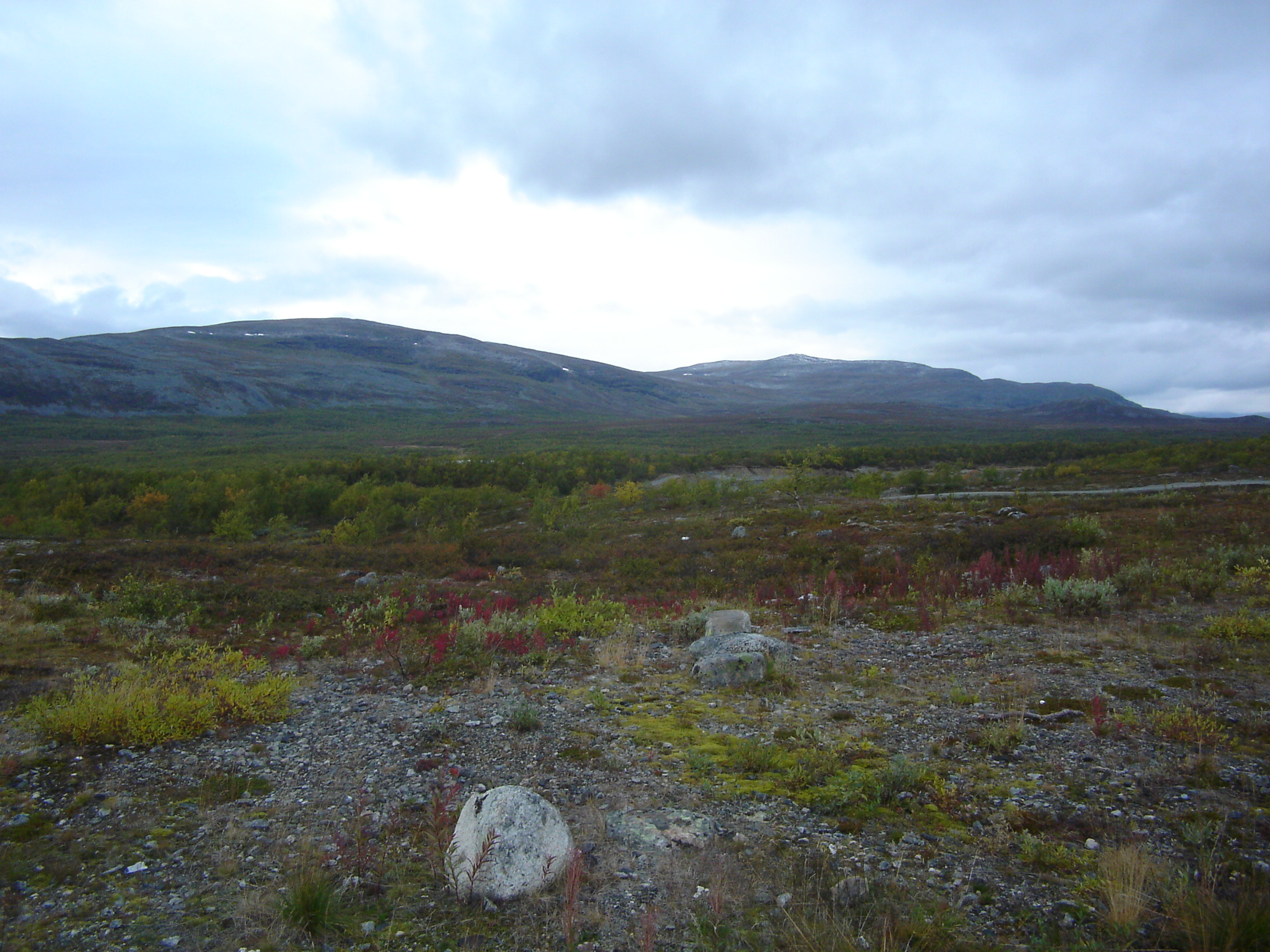
Im Norden des Gemeindegebiets ist die Vegetation bereits sehr karg.

Die Vegetation in Enontekiö ist durch die extreme nördliche Lage sehr karg. Die Nordgrenze des Verbreitungsgebiets der Fichte entspricht etwa der Südgrenze der Gemeinde, auch die Kiefer kommt nur bis circa 20 km nördlich von Hetta vor. Nördlich davon wachsen nur noch Birken. Die Baumgrenze liegt bei circa 600 Metern, oberhalb davon herrscht eine tundraartige Vegetation vor.
Im unteren Bereich werden die Heideflächen von Sträuchern wie Betula nana, Vaccinium myrtillus und Empetrum hermaphroditum dominiert, während in den Fjellheiden der höheren Lagen Salix herbacea, Empetrum und Alpengräser mit Flechten und Moosen vorkommen. In den Gebirgen des Nordwestens gibt es reichlich Cassiope tetragona. Der größte Teil des Gemeindegebiets besteht aus solchen Hochflächen oder Mooren, die vor allem an den Flussläufen vorherrschen. Nur 19 % der Fläche Enontekiös ist bewaldet. Rund 70 % der Gesamtfläche steht unter Naturschutz unterschiedlichen Grades. In Enontekiö liegen Teile des Nationalparks Pallas-Yllästunturi sowie die Wildnisgebiete Käsivarsi, Pulju, Pöyrisjärvi und Tarvantovaara.
Wegen der harschen klimatischen Bedingungen ist die Fauna Enontekiös nicht gerade artenreich. Dafür leben in der Gemeinde arktische Tierarten, die im südlicheren Finnland fehlen, etwa Berglemming, Polarfuchs, Schneeeule, Mornellregenpfeifer, Alpenschneehuhn und Ringdrossel. Neben den halbdomestizierten Rentieren sind vor allem Kleinsäuger und verschiedene Vogelarten zahlreich.

### Klima

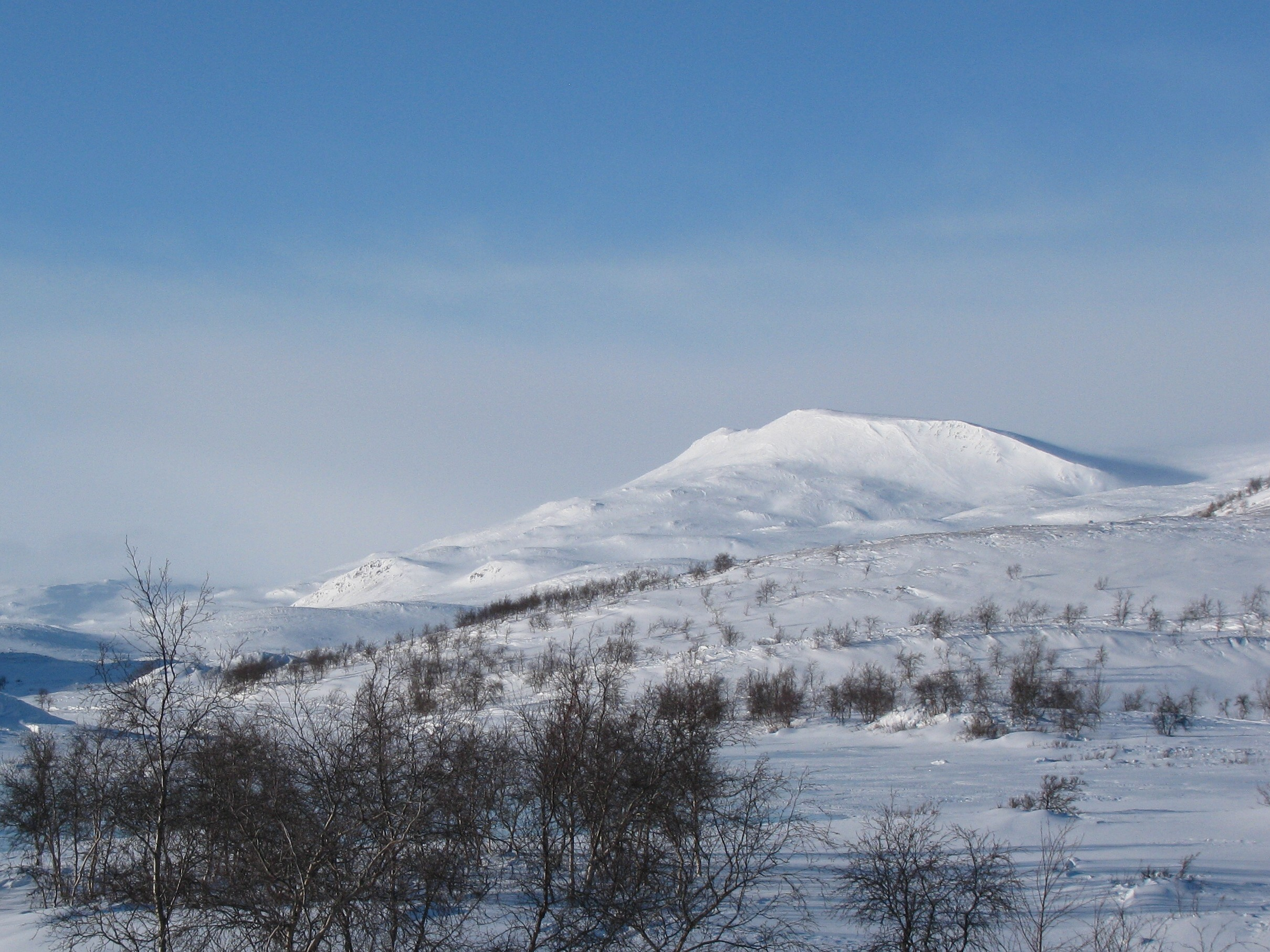
Winter in Enontekiö

Das Klima Enontekiös wird von der extrem nördlichen Lage, der im Vergleich zum restlichen Finnland größeren Höhenlage und der Nähe des Arktischen Ozeans geprägt. Durch den mäßigenden Einfluss des Golfstroms sind die Winter nicht ganz so harsch wie im kontinentaler geprägten Zentrallappland, dafür ist der Sommer kürzer und kühler.
Im Jahresdurchschnitt weist Enontekiö die niedrigsten Temperaturen Finnlands auf. In Kilpisjärvi im Norden des Gemeindegebiets liegt das langjährige Mittel bei −2,3 °C (zum Vergleich: Helsinki circa +5 °C, Berlin ca. +9 °C). Der wärmste Monat ist der Juli mit einer mittleren Durchschnittstemperatur von +10,9 °C, der kälteste der Januar mit −13,6 °C. Diese niedrige Jahresmitteltemperatur deutet auf verbreitetes Auftreten von Permafrost, insbesondere an windexponierten Stellen, die im Winter nur eine dünne Schneedecke aufweisen. Verbreitetes Auftreten von Permafrost wurde durch geoelektrische Sondierungen nachgewiesen. Unter diesen extremen klimatischen Bedingungen dauert die Wachstumsperiode nur etwas über 100 Tage, dafür ist der Winter mit einer Dauer von knapp 200 Tagen sehr lang. Die mittlere jährliche Niederschlagsmenge beträgt 459 mm.
In der kalten Jahreszeit können erhebliche Mengen an Schnee fallen: Die höchste jemals in Finnland registrierte Schneehöhe wurde am 19. April 1997 mit 190 cm in Kilpisjärvi gemessen. Eine bleibende Schneedecke fällt in der Regel im Oktober und schmilzt erst wieder gegen Ende Mai. An geschützten Stellen kann der Schnee noch länger liegen bleiben, so wird in Kilpisjärvi traditionell zur Mittsommernacht ein Skilauf veranstaltet.
Das Gemeindegebiet Enontekiös liegt etwa zwischen 200 und 300 Kilometern nördlich des Polarkreises. Entsprechend herrschen extreme jahreszeitliche Unterschiede in der Sonnenscheindauer: In Kilpisjärvi scheint zwischen 22. Mai und 22. Juli die Mitternachtssonne. Entsprechend herrscht zwischen 25. November und 17. Januar die Polarnacht (kaamos). Nirgendwo sonst in Finnland treten Polarlichter so häufig wie in Enontekiö auf: In der Gegend um Kilpisjärvi kann man während der dunklen Jahreszeit bei klarem Wetter in durchschnittlich drei von vier Nächten dieses Naturschauspiel beobachten.

## Geschichte

### Vorgeschichte und schwedische Zeit
Die älteste menschliche Besiedlung in Enontekiö entstand nach dem Rückzug der Gletscher gegen Ende der letzten Eiszeit, als Angehörige der Komsa-Kultur von der Eismeerküste her einwanderten. Die ältesten Besiedlungsspuren stammen vom Ufer des Ounasjärvi-Sees und werden auf die Zeit um 6000 v. Chr. datiert. Später entstand durch die Vermischung dieser steinzeitlichen Urbevölkerung und der ab dem 3. Jahrtausend v. Chr. einwandernden Finno-Ugrier die samische Bevölkerung Lapplands, die in Enontekiö lange beherrschend blieb. Anfangs lebten die Einwohner Enontekiös von Jagd und Fischerei und hielten nur wenige Rentiere als Zugtiere.
In der frühen Neuzeit geriet Enontekiö im Zuge der Christianisierung der bis dahin schamanistischen Samen unter schwedischen Einfluss. Im 16. Jahrhundert wurde die erste Kirche Enontekiös erbaut. Es handelte sich um einen kleinen Holzbau im Dorf Rounala am rechten, heute zu Schweden gehörenden Ufer des Könkämäeno-Flusses. Die Kirche soll der Überlieferung nach von drei zum Christentum übergetretenen samischen Brüdern errichtet worden sein. Sie war ein zentraler Treffpunkt, an dem sich die Samen zu kirchlichen Zeremonien versammelten, zu dem Händler anreisten, um ihre Waren feilzubieten, und an dem schwedische Beamte zu bestimmten Zeiten Gerichtssitzungen abhielten. 1611 wurde im Dorf Markkina eine neue Kirche erbaut. Nachdem diese zerstört worden war, entstand an derselben Stelle 1661 ein Nachfolgebau.
Ab Ende des 17. Jahrhunderts verbreitete sich die auf der Haltung großer Rentierherden beruhende rentiersamische Kultur von Norwegisch- und Schwedisch-Lappland her kommend in Enontekiö. Die Rentiersamen Enontekiös hatten eine nomadische Lebensweise und zogen mit ihren Tieren im jährlichen Zyklus zwischen Sommer- und Winterweiden aus den Nadelwaldgebieten im Süden Enontekiös bis hin zur Eismeerküste nach Kåfjord, Kvænangen und Nordreisa. Die letzten Nomaden Enontekiös wurden erst in den 1960er Jahren sesshaft, die Kultur der Rentiersamen hat sich aber nach wie vor in der großformatig betriebenen Rentierhaltung bewahrt. Ab dem 17. Jahrhundert ließen sich die ersten finnischen Neusiedler im Süden Enontekiös nieder und führten die sesshafte Ackerbaukultur ein. Durch die finnische Zuwanderung und die Assimilierung der alteingesessenen samischen Bevölkerung entstand mit der Zeit eine finnische Bevölkerungsmehrheit.

### Russische Zeit
Als Schweden 1809 im Vertrag von Fredrikshamn das Gebiet des heutigen Finnland an Russland abtrat, wurde auch Enontekiö zu einem Teil des neugegründeten Großfürstentums Finnland. Weil die Kirche von Markkina durch die schwedisch-russische Grenzziehung auf dem falschen Ufer auf schwedischer Seite stand, trug man sie 1826 ab und flößte ihre Balken den Muoniojoki nach Palojoensuu herunter, wo die nunmehr vierte Kirche Enontekiös errichtet wurde. Schon 1864 wurde die Kirche aber wiederum nach Hetta, das sich mittlerweile zur größten Siedlung des Gebiets entwickelt hatte, verlegt. Die Schließung der russisch-norwegischen Grenze 1852 und der russisch-schwedischen Grenze 1889 hatte für die Rentiernomaden Enontekiös schwerwiegende Folgen, weil sie nun nicht mehr wie zuvor mit ihren Herden an die Eismeerküste ziehen konnten. In der Folge verlegten sie ihre Weidegebiete nach Südosten ins Binnenland und verhalfen somit der Rentierzuchtkultur, sich auch in den übrigen Teilen Lapplands zu verbreiten. Im Zuge der Trennung der Verwaltung der Landgemeinden von der Kirchenverwaltung entstand 1877 die politische Gemeinde Enontekiö.

### Seit der Unabhängigkeit

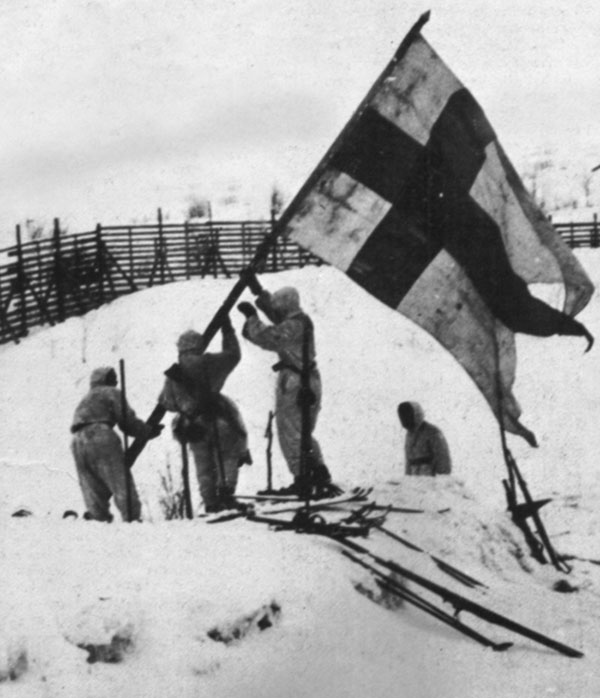
Finnische Soldaten hissen nach der Vertreibung der letzten deutschen Soldaten eine Flagge an der norwegischen Grenze.

Mit der finnischen Unabhängigkeitserklärung wurde auch Enontekiö 1917 Teil der unabhängigen Republik Finnland.
Während des Fortsetzungskriegs von 1941 bis 1944, in dem Finnland in sogenannter Waffenbrüderschaft mit Deutschland gegen die Sowjetunion kämpfte, gehörte Enontekiö ebenso wie ganz Nordfinnland zum Operationsgebiet der Wehrmacht. Ab 1942 begannen die Deutschen in Enontekiö zum Schutz der Eismeerhäfen im besetzten Norwegen und in Petsamo die Sturmbock-Stellung zu errichten. Als Finnland am 4. September 1944 den Waffenstillstand von Moskau mit der Sowjetunion schloss, in dem es sich verpflichtete, die deutschen Truppen aus dem Land zu vertreiben, brach der finnisch-deutsche Lapplandkrieg aus. Die Zivilbevölkerung Lapplands musste binnen kurzer Zeit in Sicherheit gebracht werden. Die Bevölkerung Enontekiös wurde dabei wie alle Einwohner Westlapplands ins neutrale Schweden evakuiert. Nachdem sich die Deutschen schnell aus Südlappland zurückgezogen hatten, besetzte die 12.000 Mann starke 7. Gebirgsdivision der Wehrmacht Ende Oktober die Sturmbock-Stellung. Bei ihrem Rückzug wandten die Deutschen die Taktik der verbrannten Erde an und richteten auch in Enontekiö Zerstörungen an. Während des kalten Winters blieb es bei einem Stellungskrieg zwischen den in ihren Festungsanlagen verschanzten Deutschen und den finnischen Truppen, die im Dorf Markkina Stellung bezogen hatten. Nachdem sich die Wehrmacht aus Petsamo und Nordnorwegen zurückgezogen hatte, besaß die Sturmbock-Stellung keinen strategischen Wert mehr und wurde Anfang Januar 1945 kampflos geräumt. Um die Flanke von Lyngen, ihrer letzten Stellung in Nordnorwegen, zu sichern, operierten die Deutschen im Frühjahr noch im Norden des Käsivarsi-Gebiets, wo es zu kleineren Kampfhandlungen kam, ehe die letzten Wehrmachtssoldaten am 27. April bei Kilpisjärvi finnischen Boden verließen.

## Bevölkerung

### Bevölkerungsentwicklung und -struktur
Enontekiö hat derzeit ungefähr 1800 Einwohner. Anfang der 1990er Jahre hatte die Einwohnerzahl noch 2500 betragen. Weil aber das strukturschwache Lappland von der finnischen Wirtschaftskrise schwerer getroffen wurde als der Süden des Landes, setzte ab der Mitte des Jahrzehnts eine Abwanderungswelle in die Wachstumszentren des Südens ein. Auch in Enontekiö verringerte sich die Einwohnerzahl zunächst rapide, hat sich aber mittlerweile auf einem niedrigeren Niveau konsolidiert. 13,3 % der Einwohner Enontekiös sind jünger als 15 Jahre, 59,7 % zwischen 15 und 65 Jahre alt und 27 % älter als 65 Jahre. Auffällig ist die Überzahl der Männer, die 52,8 % der Bevölkerung ausmachen.
| Jahr      | 1980  | 1985  | 1990  | 1995  | 2000  | 2005  | 2006  | 2007  | 2008  | 2009  | 2010  | 2011  | 2012  | 2013  | 2014  | 2015  | 2016  | 2017  | 2018  | 2019  | 2020  |
| Einwohner | 2.286 | 2.415 | 2.472 | 2.413 | 2.145 | 2.000 | 1.997 | 1.965 | 1.915 | 1.882 | 1.976 | 1.893 | 1.880 | 1.891 | 1.890 | 1.861 | 1.872 | 1.993 | 1.852 | 1.838 | 1.808 |

### Samen

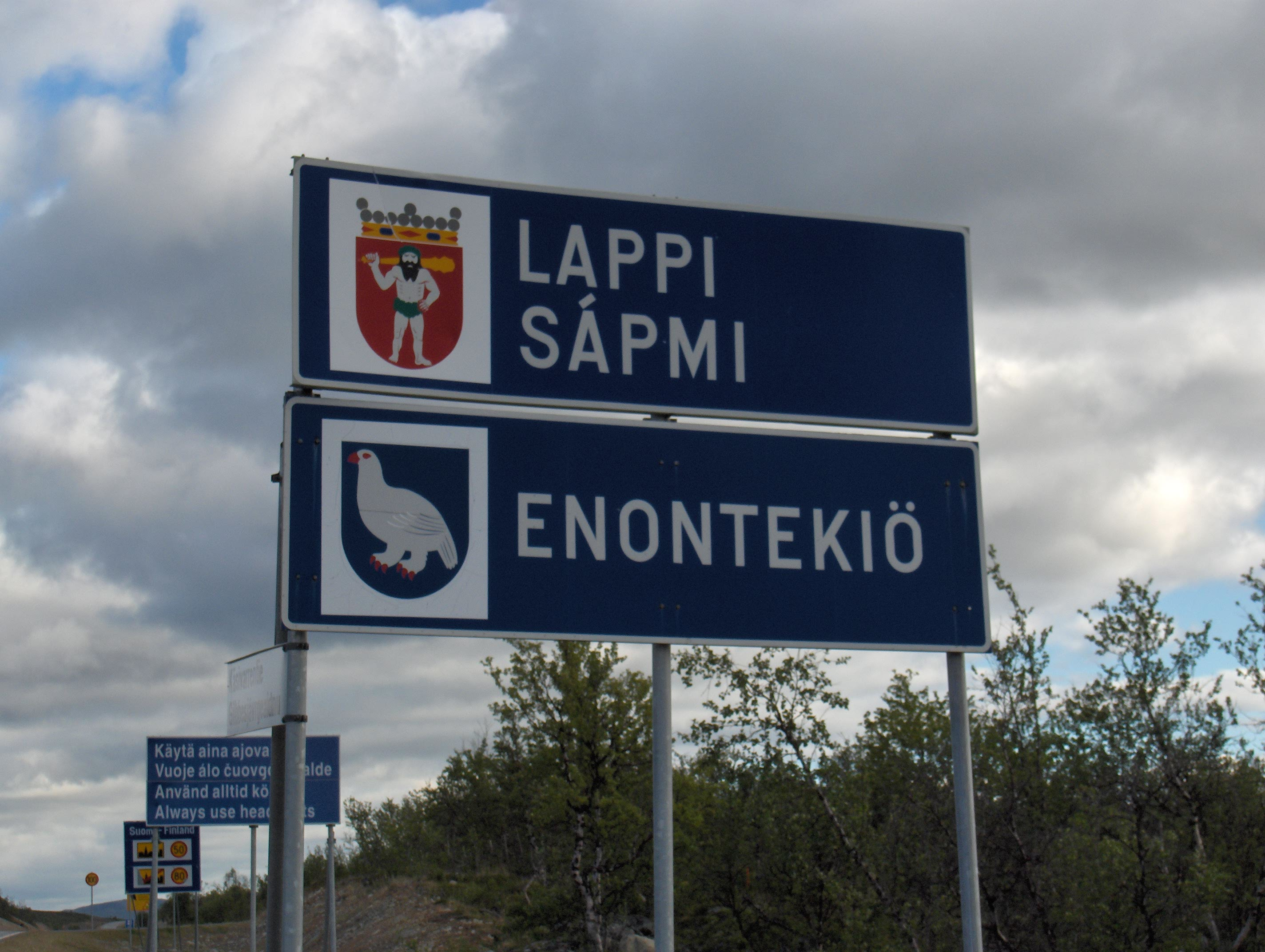
Straßenschilder sind in Enontekiö zweisprachig auf Finnisch und Samisch beschriftet.

Enontekiö gehört zum Siedlungsgebiet des indigenen Volks der Samen. 19 % der Bevölkerung der Gemeinde sind ethnische Samen. Allerdings sprechen nur knapp 10 % Samisch als Muttersprache. Die Gemeinde gehört zum gesetzlich festgelegten samischen „Heimatgebiet“ (kotiseutualue), in dem den Samen besondere Minderheitenrechte zustehen. So hat die in Enontekiö verwendete Variante des Samischen, die nordsamische Sprache, in der Gemeinde neben dem Finnischen einen offiziellen Status und darf im Umgang mit den Behörden verwendet werden. Bekannte Samen aus Enontekiö sind der Künstler Nils-Aslak Valkeapää und der Joik-Sänger Wimme Saari.

### Religion
Die evangelisch-lutherischen Gläubigen Enontekiös gehören der Kirchengemeinde Enontekiö an. Diese untersteht dem Bistum Oulu und ist seit 1916 eine eigenständige Kirchengemeinde, zuvor gehörte sie als Kapellengemeinde zu Muonio. Wie in ganz Lappland ist der Laestadianismus, eine konservative lutherische Erweckungsbewegung, in Enontekiö stark vertreten. Die Laestadianer sind innerhalb der evangelisch-lutherischen Kirche organisiert. Lars Levi Læstadius, der Begründer des Laestadianismus, wirkte von 1826 bis 1849 als Pfarrer im schwedischen Karesuando, von wo aus sich seine Lehren schnell ins benachbarte Enontekiö verbreiteten. Von ersten Erweckungen in Finnland wird aus dem Winter 1846/47 in Enontekiö und Muonio berichtet.

## Politik

### Verwaltung
Nach einigen umstrittenen Entscheidungen in der vergangenen Legislaturperiode, wie dem Ankauf des lokalen Flughafens durch die Gemeinde oder dem Verkauf des zuvor öffentlichen Elektrizitätsversorgungsunternehmens, kam es bei den Gemeinderatswahlen 2021 zu einigen nennenswerten Verschiebungen. Im Gemeinderat, der höchsten Entscheidungsinstanz bei lokalen Angelegenheiten, konnte die neu gegründete Einheitsliste Enontekiöläisten ääni ("Stimme der Bewohner Enontekiös") mit 5 von 17 Abgeordneten den ersten Platz erringen. Mit jeweils 4 Abgeordneten folgen die Nationale Sammlungspartei sowie die Zentrumspartei, wobei letztere von ihrer Jahrzehntelangen Vorherrschaft, mit teils absoluter Mehrheit, auf den dritten Platz abrutschte. Darauf folgen, mit jeweils 2 Sitzen, der Grüne Bund und die lokale samische Wahlliste Johtti Sápmelaččat. Ebenfalls neu im Gemeinderat vertreten ist die rechtspopulistische Partei der Basisfinnen, während die Christdemokraten ihr Mandat halten konnten. Bei den Kommunalwahlen stieg die Wahlbeteiligung im Vergleich zu 2017 um 1,5 %, und lag 2021 bei nun 67,9 %.
| Partei                    | Wahlergebnis 2021 | Sitze |
| ------------------------- | ----------------- | ----- |
| Enontekiöläisten ääni     | 29,6 %            | 5     |
| Nationale Sammlungspartei | 19,8 %            | 3     |
| Zentrumspartei            | 17,2 %            | 3     |
| Grüner Bund               | 09,9 %            | 2     |
| Johtti Sápmelaččat        | 09,9 %            | 2     |
| Basisfinnen               | 08,9 %            | 1     |
| Christdemokraten          | 02,8 %            | 1     |

### Wappen

Wappen von Enontekiö

Das Wappen von Enontekiö wurde von Olof Eriksson entworfen. Es zeigt im blauen Feld ein silbernes, rotbewehrtes Moorschneehuhn. Das Moorschneehuhn ist ein in Nordlappland sehr verbreiteter Vogel und war für die Bewohner Enontekiös in der Vergangenheit ein wichtiger Nahrungslieferant, weshalb es auch „Vogel des Lebens“ genannt wird.

### Gemeindepartnerschaften
Enontekiö unterhält Gemeindepartnerschaften mit drei seiner Nachbargemeinden: Kiruna in Schweden sowie Storfjord und Kautokeino in Norwegen.

## Wirtschaft und Infrastruktur

### Wirtschaft

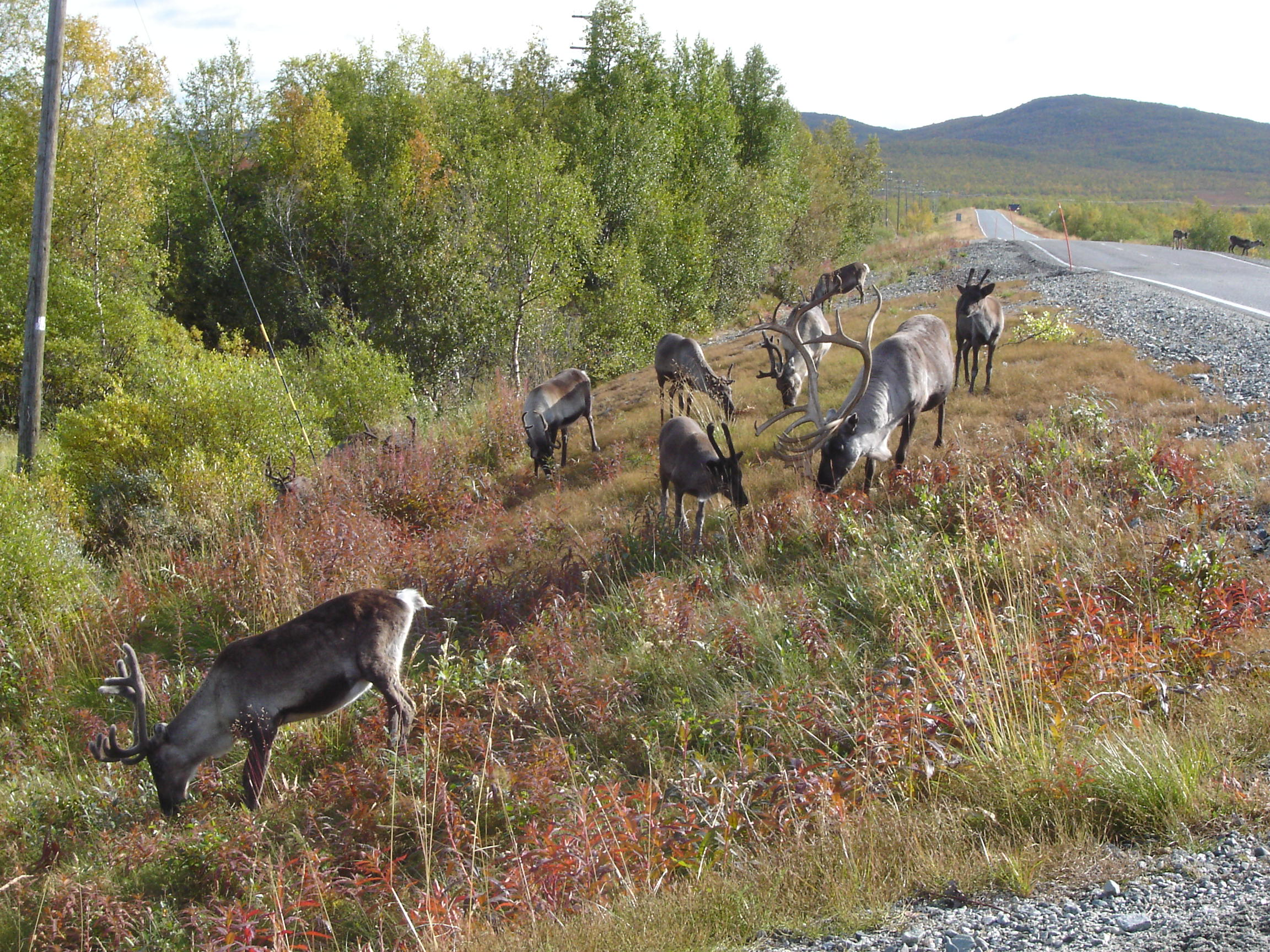
Rentiere laufen in Enontekiö frei herum.

An der Wirtschaftsstruktur Enontekiös hat der Dienstleistungssektor einen starken Anteil: 76 % der erwerbstätigen Bevölkerung sind im Tertiärsektor beschäftigt, davon 45 % im öffentlichen Dienst. Die Land- und Forstwirtschaft beschäftigt 13 % der Einwohner Enontekiös, die Weiterverarbeitung sechs Prozent.
Wie allgemein im strukturschwachen Lappland ist die Arbeitslosigkeit in Enontekiö ein großes Problem: Im Januar 2007 hatte die Gemeinde mit 24,7 % die zweithöchste Arbeitslosenquote aller finnischen Gemeinden. Auf dem Höhepunkt der finnischen Wirtschaftskrise hatte die Arbeitslosenquote 1996 nahezu 40 % betragen.
Die Rentierzucht war lange der dominierende Erwerbszweig in Enontekiö. Im Nordwesten Lapplands ist die Rentierzuchtkultur schon seit Jahrhunderten verwurzelt, anders als in den übrigen Gebieten des finnischen Rentierzuchtgebiets, wo sie erst im 19. Jahrhundert nach der Ausrottung des wilden Waldrentiers in größerem Umfang eingeführt wurde. Auch heute spielt die Rentierzucht in Enontekiö eine große Rolle. Die Rentierzüchter Enontekiös sind in den Rentierzuchtkooperativen (paliskunta) von Näkkälä und Käsivarsi organisiert und besitzen insgesamt 20.000 halbdomestizierte Rentiere. Ackerbau ist wegen der klimatischen Bedingungen kaum möglich, es wird aber in geringem Umfang Molkereiwirtschaft betrieben. Die Forstwirtschaft spielt wegen der kargen Vegetation eine untergeordnete Rolle.
Der Tourismus ist in Enontekiö ein wichtiger Erwerbszweig, wenn auch die Besucherzahlen kleiner sind als in denjenigen Gemeinden Lapplands, die über große Skisportzentren verfügen. Enontekiö zieht hauptsächlich Naturtouristen an, die zum Wandern, Fischen, Kanufahren, Skilaufen oder Motorschlittenfahren nach Lappland kommen, sowie Autotouristen, die etwa auf der Durchreise zum Nordkap sind. Jährlich werden über 100.000 Übernachtungen registriert. 20 % der Touristen kommen aus dem Ausland. Die größte Gruppe bilden dabei die Norweger, gefolgt von Deutschen, Schweden, Niederländern und Briten. Norweger besuchen Enontekiö vor allem wegen des niedrigeren Preisniveaus. Der norwegische Einkaufstourismus macht in ganz Enontekiö 40 %, im grenznahen Kilpisjärvi sogar 60 bis 70 % der Umsätze des Einzelhandels aus.

### Verkehr

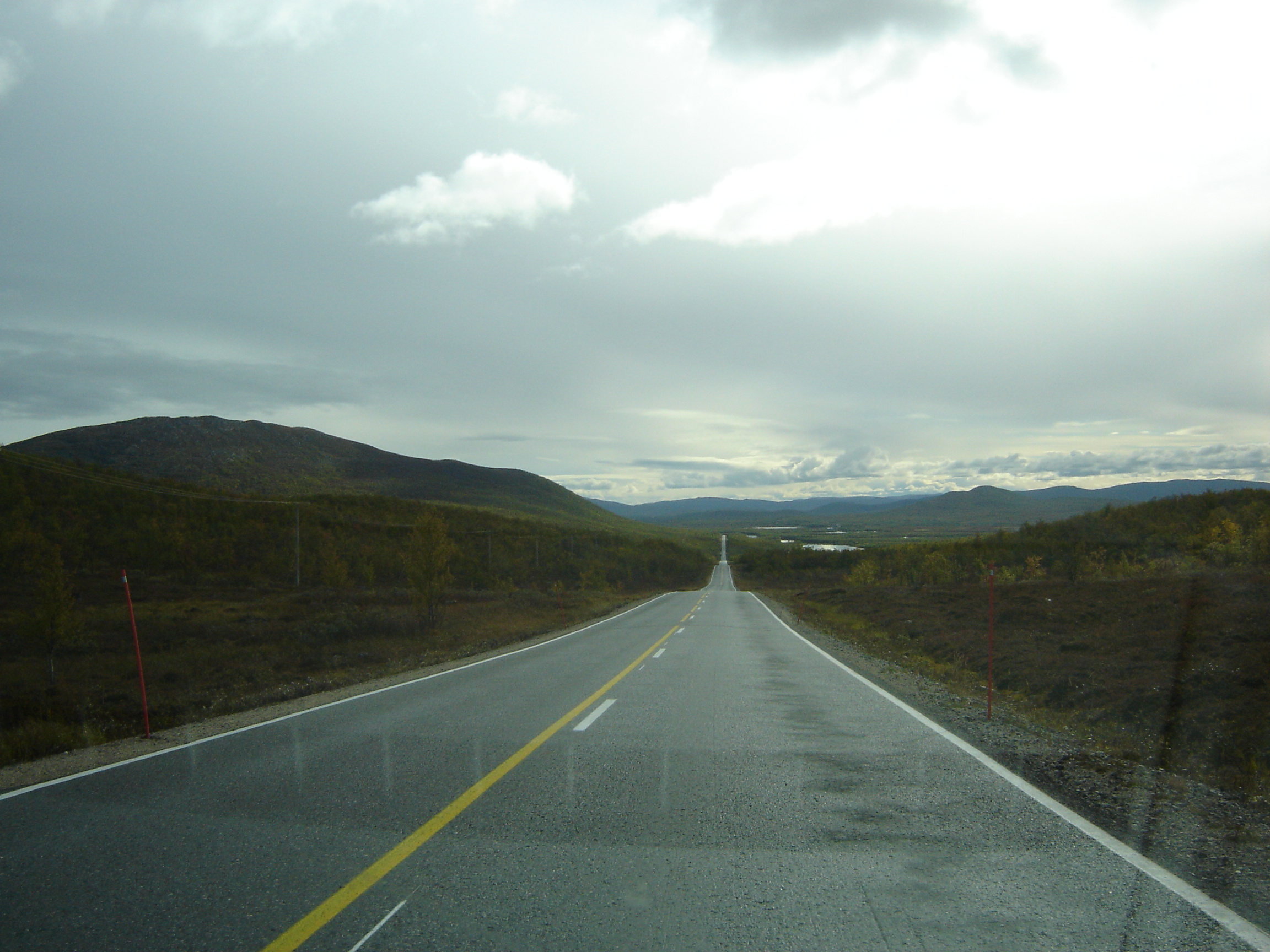
Die Staatsstraße 21 im Norden von Enontekiö

Die wichtigste Verkehrsverbindung Enontekiös ist die Staatsstraße 21. Sie folgt auf ihrer ganzen Strecke, die in Tornio am Bottnischen Meerbusen beginnt, dem Verlauf der finnisch-schwedischen Grenze und endet in Kilpisjärvi an der Grenze zu Norwegen. Die Hauptstraße 93 zweigt im Dorf Palojoensuu von der Staatsstraße 21 ab und führt zunächst nach Osten ins Gemeindezentrum Hetta und dann weiter nach Norden zur norwegischen Grenze. Die Dörfer im Südteil der Gemeinde sind durch kleinere Straßen miteinander verbunden. Im Nordteil von Enontekiö ist dagegen die am Ufer des Muonionjoki bzw. Könkämäeno verlaufende Staatsstraße 21 die einzige Straße; das unbewohnte Gebiet zwischen Flusstal und norwegischer Grenze ist gänzlich wegelos. In Enontekiö gibt es drei Grenzübergangsstellen: Das Dorf Karesuvanto ist über eine Brücke mit dem gegenüberliegenden schwedischen Ufer angeschlossen, Grenzübergänge nach Norwegen befinden sich bei Kilpisjärvi und Kivilompolo. Die Brücke in Karesuvanto ist zugleich auch die einzige in Enontekiö die Finnland mit Schweden verbindet. Im Winter und im Frühling gibt es außerdem Eisstraßen, die das Straßennetz Finnlands mit dem Schwedens über den zugefrorenen Muniojoki verbinden.

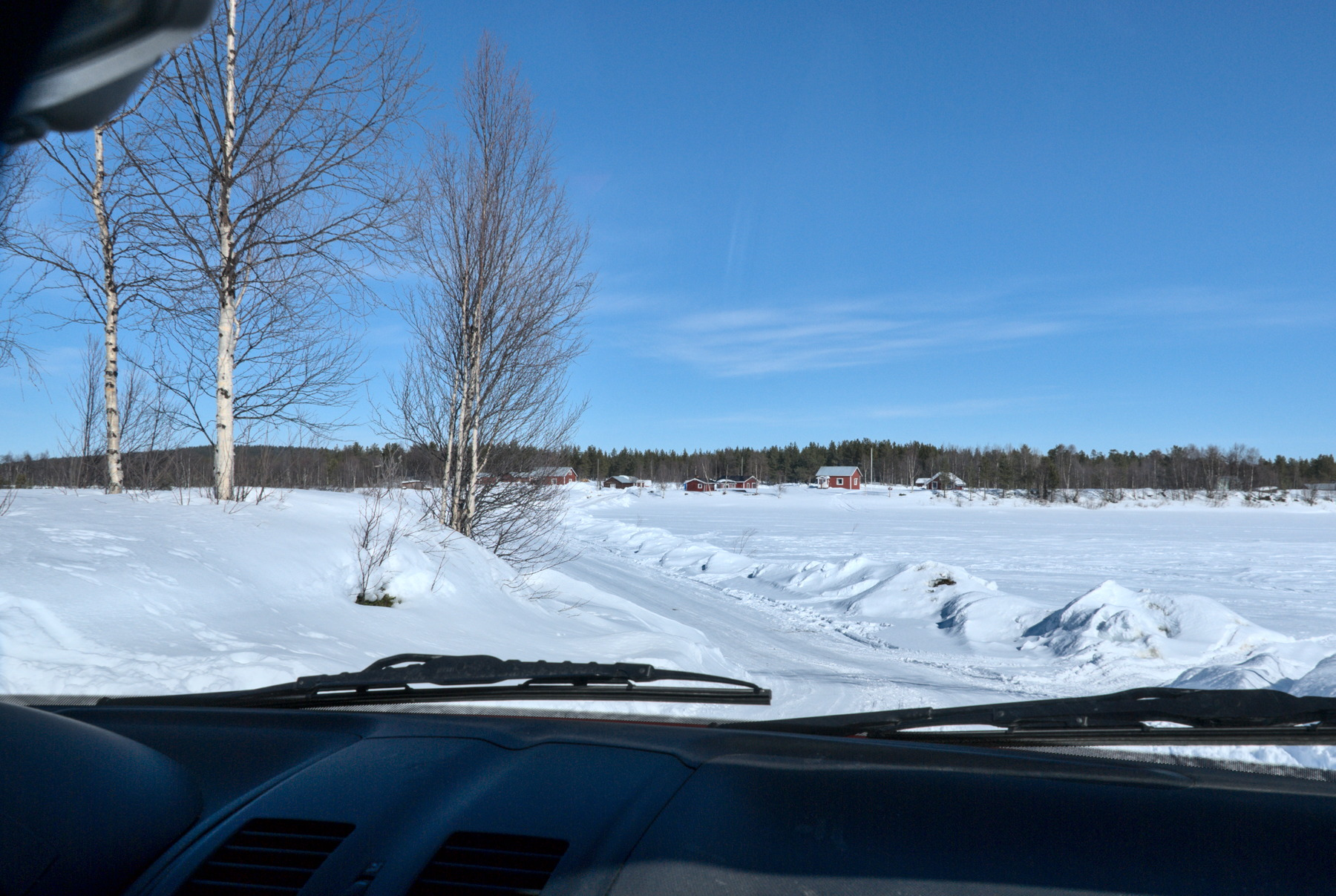
Eisstraße über den Muonio Fluss

Mit dem Flughafen Enontekiö westlich von Hetta verfügt die Gemeinde über einen eigenen Flughafen. Er wird hauptsächlich von Charterflügen angesteuert, deren Fluggäste 95 % des Passagieraufkommens des Flughafens ausmachen. Der Großteil der Charterflüge findet im Winter statt und kommt aus dem Vereinigten Königreich. Regelmäßige Flugverbindungen nach Enontekiö bestehen nur im Frühjahr: Die Fluggesellschaft Finnair bietet im März und April Direktflüge von Helsinki-Vantaa nach Enontekiö an. Im Jahr 2007 nutzten 25.086 Passagiere den Flughafen.
An das Bahnnetz ist Enontekiö nicht angeschlossen. Die nächsten Bahnhöfe befinden sich in Kolari, circa 150 km südlich, sowie in Rovaniemi, circa 310 km südlich. Von Rovaniemi aus gibt es täglich drei Busverbindungen nach Enontekiö (zwei nach Hetta, und einen Bus nach Kilpisjärvi).

### Bildung und Soziales
In der Gemeinde Enontekiö gibt es fünf Grundschulen: in der Schule von Kilpisjärvi werden Schüler von der Vorschule bis zur neunten Klasse unterrichtet, an den Schulen von Karesuvanto, Hetta und Peltojärvi von der Vorschule bis zur sechsten Klasse. Die Oberstufe von Enontekiö besuchen Schüler der siebten bis neunten Klasse. Die Hochschulreife können Schüler nach Abschluss der Oberstufe im Gymnasium von Enontekiö erwerben. In den Grundschulen von Kilpisjärvi und Karesuvanto sowie der Oberstufe von Enontekiö wird den samischen Schülern Unterricht in ihrer Muttersprache angeboten. Der Erwachsenenbildung dient eine Volkshochschule. Die Bibliothek der Gemeinde befindet sich im Hauptort Hetta, abgelegenere Gebiete werden mit einer fahrenden Bibliothek versorgt. Die Universität Helsinki unterhält in Kilpisjärvi eine biologische Forschungsstation.
Die Gesundheitsversorgung wird im Verband mit der Nachbargemeinde Muonio organisiert. In Enontekiö befinden sich zwei staatliche Gesundheitszentren für die stationäre Behandlung, eine in Hetta und eine in Karesuvanto. Bettenplätze sind im Gesundheitszentrum von Muonio vorhanden.

## Kultur und Sehenswürdigkeiten

### Bauwerke

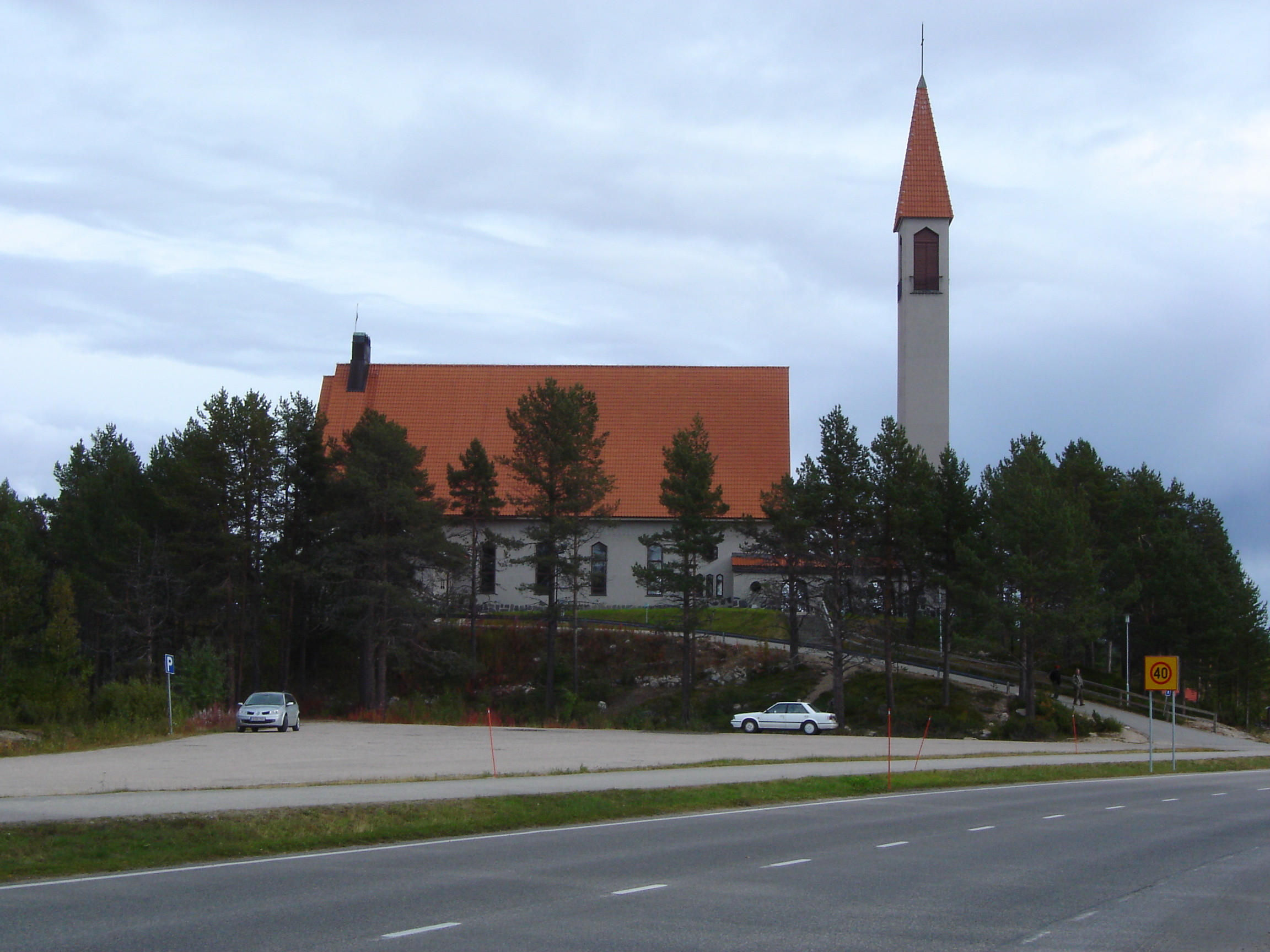
Die Kirche von Enontekiö

Die Kirche von Enontekiö wurde 1951–1952 als insgesamt sechster Kirchenbau der Gemeinde im Zentralort Hetta anstelle ihres im Lapplandkrieg zerstörten Vorgängerbaus errichtet. Es handelt sich um einen vom Architekten Veikko Larkas entworfenen modernen Bau aus Backstein und Beton. Der schlanke 30 Meter hohe Kirchturm ist durch ein Vordach mit dem Kirchenschiff verbunden. Der Künstler Uuno Eskola schuf die Altartafel der Kirche als Kombination aus Fresko- und Mosaiktechnik. Sie zeigt den auferstandenen Jesus Christus, der das Land und Volk Lapplands segnet. Die Orgel der Kirche ist ein Geschenk aus Deutschland aus dem Jahr 1958.
Die Dörfer Kultima, Näkkälä, Nunnanen, Peltovuoma, Pöyrisjärvi und Raittijärvi sind dank ihrer erhaltenen alten Bausubstanz offiziell als denkmalgeschützte Kulturlandschaften anerkannt. Ebenfalls denkmalgeschützt ist die 1943 erbaute Steinbrücke von Ahdaskuru nahe der norwegischen Grenze als einzige Brücke Lapplands, die nicht im Lapplandkrieg zerstört wurde.

### Museen
In Enontekiö gibt es drei Museen: Die Gebäude des 1991 eröffneten Heimatmuseums von Enontekiö wurden aus verschiedenen Dörfern im Gemeindegebiet nach Hetta verlegt. Es handelt sich um ein Bauernhaus aus Raattama vom Ende des 19. Jahrhunderts, eine in den 1920er Jahren erbaute Wohnstube aus Ylikyrö, ein ebenfalls aus Ylikyrö stammendes Vorratshaus aus dem 18. Jahrhundert, eine 1937 errichtete Sauna aus Muotkajärvi und einen Viehstall aus dem Dorf Kaukonen in der Nachbargemeinde Kittilä. Das Natur- und Kulturzentrum Fjell-Lapplands wird von der finnischen Forstbehörde (Metsähallitus) unterhalten und befindet sich ebenfalls in Hetta. Es präsentiert in seinen Ausstellungen die Natur Nordlapplands und die Kultur der Rentiersamen. In Järämä rund 20 km nördlich von Karesuvanto wurde ein Teil der Sturmbock-Stellung aus dem Lapplandkrieg restauriert. Angeschlossen ist seit 1997 ein Museum, das sich mit der Geschichte des Lapplandkriegs in Enontekiö beschäftigt.

### Regelmäßige Veranstaltungen
Anfang März findet seit 1971 regelmäßig eine samische Kulturveranstaltung, die Marientage von Hetta (Hetan Marianpäivät), statt. Sie knüpft an die alte Tradition der Samen, sich an bestimmten Feiertagen im Kirchdorf zu versammeln, an. Heute gehören zu den Marientagen samische Musikdarbietungen, Kunstausstellungen sowie Wettkämpfe im Rentierschlittenfahren und Lassowerfen. Zur Osterzeit wird in Enontekiö ein Kirchen- und Kammermusikfestival, die Musiktage von Hetta (Hetan musiikkipäivät), veranstaltet. Im Frühling findet jährlich das Sami Ski Rennen, ein Skimarathon zwischen Hetta und Kautokeino, statt. Zwischen Ende April und Anfang Mai zieht ein Wettkampf im Eisfischen (Kilpisjärven pilkkiviikot) Angler an. Seit 1946 findet zu Mittsommer in den Fjells um Kilpisjärvi ein Langlaufrennen (Juhannushiihto) statt. Im Spätsommer findet auf den Fjells bei Kilpisjärvi ein Orientierungslauf (Suomen tunturisuunnistus) statt.

## Persönlichkeiten
- Niko Valkeapää, Musiker
- Nils-Aslak Valkeapää (1943–2001), Schriftsteller, Musiker, Künstler und Schauspieler
- Wimme Saari (* 1959), Musiker